# Andréedagen
Andréedagen firas årligen den 11 juli i Gränna till minne av Salomon August Andrée. Ett tjugotal varmluftsballonger deltar varje år.